# Яшки събор
Съборът в Яш се провежда в град Яш (днес в Румъния, тогава в княжество Молдова) между 15 септември и 27 октомври 1642 г.
Свикан е от Вселенския патриарх Партений I Константинополски с логистиката на управляващия молдовски княз Василий Лупу.
Яшкият събор има огромно доктринално значение с геополитическо измерение, както за Православната църква като цяло, така и за отношенията ѝ с Папството, лутеранството и най-вече калвинизма, като християнски деноминации. Официално целта на събора е да се противопостави на някои католически и протестантски „доктринални грешки“, които бяха могли да направят пробив в православната християнска теология, както и да предложи цялостно всеправославно изявление относно съдържанието и характера на вярата, което и прави с Изповед на вярата. 
По силата на т.нар. Житваторогски мирен договор Османската империя признава в подвластните си територии правото на католиците да строят свои църкви в Османската империя, като и за първи път в историята австрийският монарх е наречен – император.  Това налага и своеобразната духовна регламентация на новите взаимоотношения. За целта в Яш са пренесени от Константинопол през предходната 1641 г. мощите на Света Петка Българска, покровителка на Второто българско царство и положени за поклонение в изящната църква на изградения през 1637-39 г. от Василий Лупу манастир Три Светители.
В събора взимат участие представители на всички православни църкви с богослужебен гръцки и църковнославянски езици. Съборът осъжда калвизинзма и в частност деянията на Кирил I Лукарис, като подкрепя дейността на Петър Могила спрямо униатите в Новорусия и Трансилвания с основаването на висше православно духовно заведение прераснало в Киевска духовна академия (от 1615 г. като Киево-Могилянската богословска академия), ликвидирана от болшевиките през 1919 г.  Предходно заедно с Митрофан Критопулос и Мелетий Сириг, Петър Могила участва в поместния събор свикан от патриарх Кирил II Кондарис в Константинопол през 1638 г., който осъжда „Изповедите“ на Кирил Лукарис след смъртта му (1572-1638), които са публикувани още приживе му в Женева през 1629 г. През 1640 г. Петър Могила свиква и втори поместен събор в Киев, за който сам пише на латински своето „Православно изповедание“. На Яшкия събор четиримата източни патриарси (Константинополския, Александрийския, Антиохийския и Йерусалимския) приемат „Православното изповедание“ на Петър Могила с т.нар. Изповед на вярата, отричайки калвинизма, схващанията и сношенията на Кирил Лукарис. В коригиран формат този фундаментален доктринален и всеправославен текст е публикуван през 1667 г., като с времето се е превръща в един от пътеводните православни текстове. 
Яшкият събор взема и изразява всеправославно отношение към реформацията излизайки с т.нар. Изповед на вярата на Петър Могила. 
Непосредствено след събора османският султан Ибрахим I издига в управлението на империята велешанинът Кьопрюлю Мехмед паша, слагайки началото на т.нар. епоха Кьопрюлю (Епоха Кьопрюлю) в управлението на османлиите.